# Fernandezina pelta
Fernandezina pelta là một loài nhện trong họ Palpimanidae. Loài này được phát hiện ở Brasil.